# Selecționata de fotbal din Bonaire
Selecționata de fotbal din Bonaire (în olandeză: "Bonairiaans voetbalelftal"; în papiamentu, "Selekshon Boneriano di futbòl") este echipa națională de fotbal a insulei carabiene Bonaire, parte a Regatului Țărilor de Jos.

## Rezultate all–time
La 3 iunie 2014, include doar meciurile de după afilierea la CONCACAF
| Adversar                   | MJ | V | E | Î | GM | GP | DG |
| -------------------------- | -- | - | - | - | -- | -- | -- |
| Aruba                      | 1  | 1 | 0 | 0 | 2  | 1  | +1 |
| Montserrat                 | 1  | 0 | 1 | 0 | 0  | 0  | 0  |
| Surinam                    | 1  | 0 | 0 | 1 | 0  | 2  | -2 |
| Insulele Virgine Americane | 1  | 1 | 0 | 0 | 2  | 1  | +1 |

## Rezultate și prograam

### 2013
| 15 November 20132013 ABCS Tournament | Surinam            | 2 - 0  | Bonaire | Willemstad, Curaçao           |  |
|                                      | Talea 20' Apai 61' | Report |         | Stadion: Ergilio Hato Stadium |  |

| 16 November 20132013 ABCS Tournament | Bonaire                | 2 - 1  | Aruba        | Willemstad, Curaçao           |  |
|                                      | I. Piar 74' Barzey 76' | Report | Escalona 43' | Stadion: Ergilio Hato Stadium |  |

### 2014
| 1 June 20142014 Caribbean Cup qualification | Bonaire                  | 2 - 1  | Insulele Virgine Americane | Look Out , Montserrat          |  |
|                                             | Seinpaal 5' Beaumont 10' | Report | Taylor, Jr. 87'            | Stadion: Blakes Estate Stadium |  |

| 3 June 20142014 Caribbean Cup qualification | Montserrat | 0 - 0  | Bonaire | Look Out, Montserrat                                                        |  |
|                                             |            | Report |         | Stadion: Blakes Estate Stadium Arbitru: Bryan Willett (Antigua and Barbuda) |  |

| 3 September 20142014 Caribbean Cup qualification | Martinica | v      | Bonaire | Martinique |  |
|                                                  |           | Raport |         |            |  |

| 5 September 20142014 Caribbean Cup qualification | Bonaire | v      | Surinam | Martinique |  |
|                                                  |         | Raport |         |            |  |

| 7 September 20142014 Caribbean Cup qualification | Barbados | v      | Bonaire | Martinique |  |
|                                                  |          | Raport |         |            |  |

## Lotul actual
| Nr. | Poz. | Jucător           | Data nașterii (vârsta)        | Club        |
| --- | ---- | ----------------- | ----------------------------- | ----------- |
|     | GK   | Rishison Frans    | 28 martie 1990 (34 de ani)    | Real Rincon |
|     | GK   | Jordrick Arrindel |                               | SV Juventus |
|     | DF   | Relove Janga      | 27 august 1987 (37 de ani)    | SV Juventus |
|     | DF   | Igmar Gijbertha   | 26 octombrie 1985 (39 de ani) | Real Rincon |
|     | DF   | Jozef Beaumont    | 21 aprilie 1994 (30 de ani)   | Real Rincon |
|     | DF   | Edelbert Winklaar | 21 octombrie 1986 (38 de ani) | Real Rincon |
|     | DF   | Pedro Rodriguez   | 25 iulie 1990 (34 de ani)     | SV Uruguay  |
|     | DF   | Rachid Trenidad   |                               | Vespo       |
|     | MF   | Alexander Sijtsma |                               | SV Juventus |
|     | MF   | Giovanie Makaai   |                               | SV Juventus |
|     | MF   | Giandro Steba     |                               | SV Juventus |
|     | MF   | Naygel Coffie     |                               | SV Juventus |
|     | MF   | Lacey Pauletta    | 29 martie 1988 (36 de ani)    | Real Rincon |
|     | MF   | Raymiro Coffie    | 19 iunie 1990 (34 de ani)     | Real Rincon |
|     | MF   | Terrence Frans    |                               | Real Rincon |
|     | FW   | Ilfred Piar       | 19 august 1989 (35 de ani)    | Real Rincon |
|     | FW   | Yurick Seinpaal   | 12 noiembrie 1995 (29 de ani) | SV Uruguay  |
|     | FW   | Justin Michel     |                               | SV Uruguay  |